# Thyreoïdstimulerend hormoon
Thyreoïdstimulerend hormoon of TSH is een hormoon dat geproduceerd wordt door de voorkwab van de hypofyse (de adenohypofyse). Het stimuleert de schildklier (glandula thyreoidica) tot productie van de schildklierhormonen T4 en T3, die essentieel zijn voor normale groei en ontwikkeling en effecten hebben op het metabolisme. De hypofyse op haar beurt wordt aangestuurd met thyreoïdvrijmakend hormoon (TRH) vanuit de hypothalamus.

## Diagnostiek
TSH kan bepaald worden in een klinisch chemisch laboratorium. TSH is een index van de schildklierfunctie. Een normale TSH is een indicatie dat de schildklier normaal functioneert. In een ziekenhuispopulatie wordt er vaak een lage TSH gemeten door niet door de schildklier veroorzaakte ziekten. Andere oorzaken zijn hyperthyreoïdie. Een hoog TSH kan ontstaan door herstel van niet door de schildklier veroorzaakte ziekten of door een primaire hypothyreoïdie. Bij een secundaire hypothyreoïdie is de TSH-gehalte normaal of verlaagd. 